# Kolómenskoye
Kolómenskoe o Kolómenskoye (en ruso: Коло́менское), situada en la elevada orilla derecha del río Moscova, es la antigua residencia suburbana de los grandes duques y zares de Rusia. Sus torres y torretas, iglesias y aposentos se divisan desde lejos. Hoy día es un museo nacional al ser un monumento de la arquitectura rusa de los siglos XVI-XVII. La iglesia de la Ascensión de Kolómenskoye fue declarada Patrimonio de la Humanidad por la Unesco en 1994

## Historia

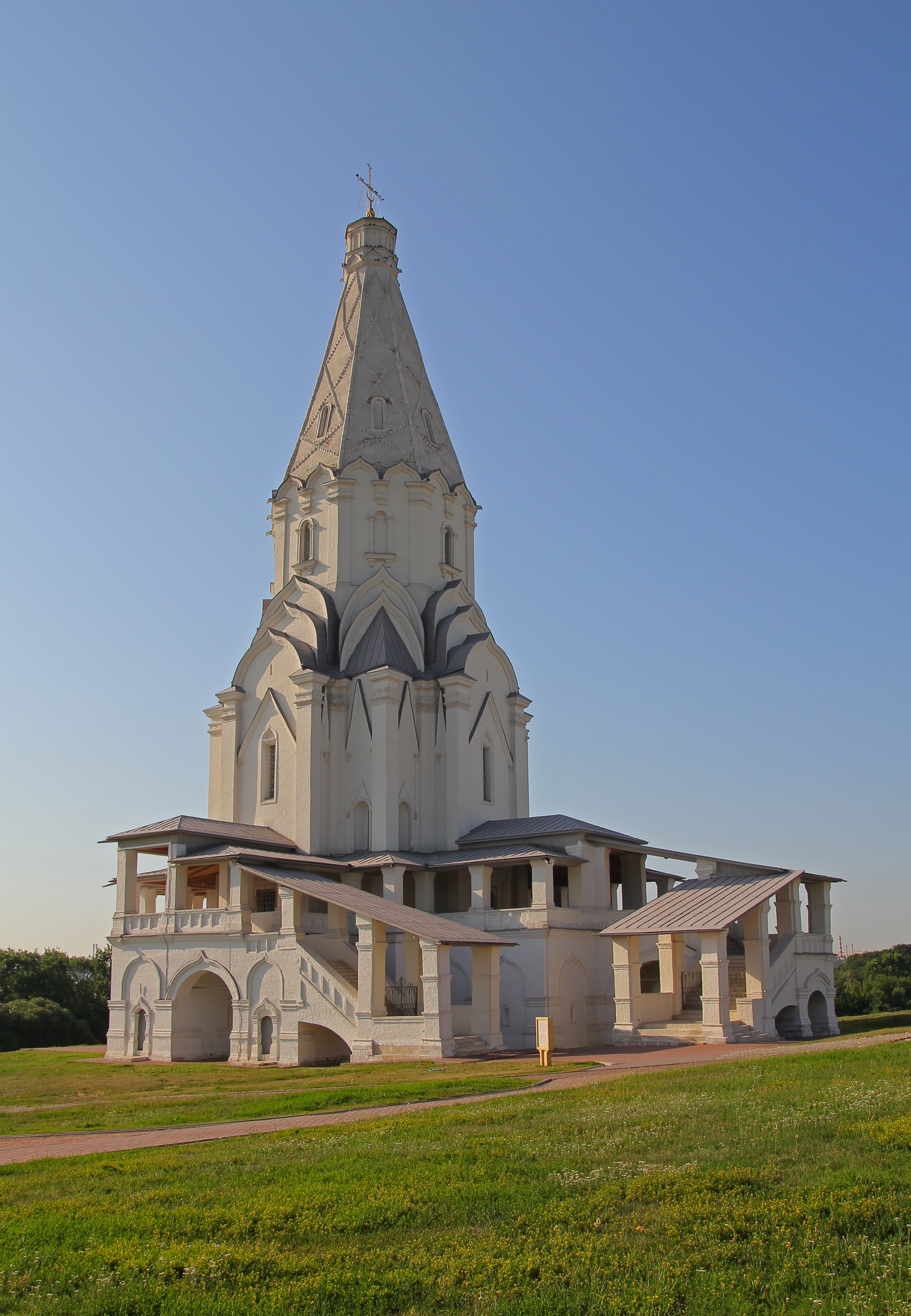
Vista de la iglesia de la Ascensión (Kolomenskoye)

La primera mención de Kolómenskoe aparece en el testamento del príncipe moscovita Iván I de Rusia (Iván Kalitá) y data de 1336 y 1339. Según la leyenda, el poblado Kolómenskoe fue fundado a fines de 1230, aquí se había asentado la población huida de la invasión tártara de Batú (1237-1238). Kolómenskoe siempre «se consideraba de soberanos», es decir pertenecía a los príncipes, después a los grandes príncipes y por fin a los zares y emperadores.

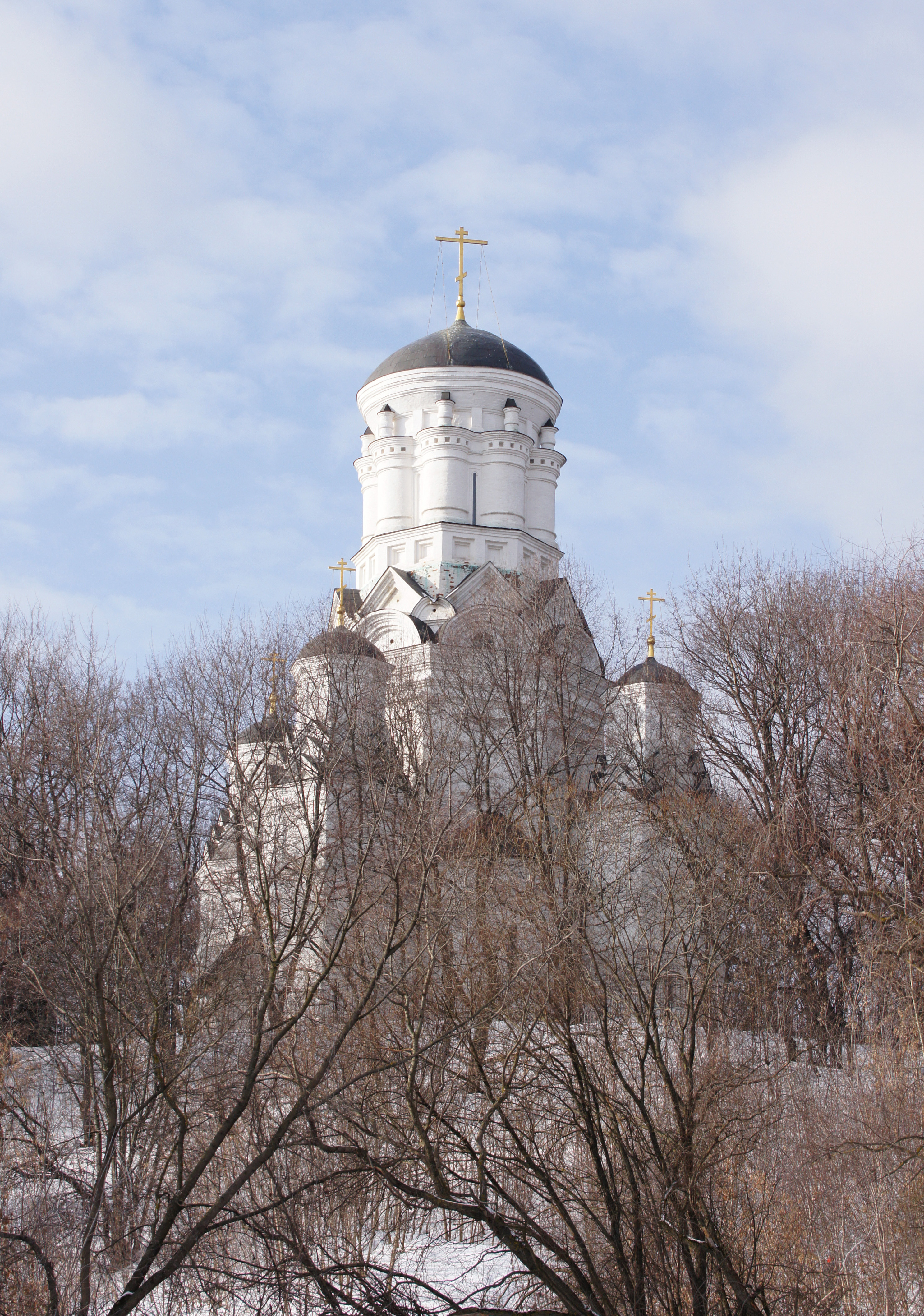
Iglesia de la Decapitación de Juan el Bautista, XVIc

En 1530, cuando nace Iván —el futuro Iván el Terrible— el hijo de Basilio III de Moscú, se establece la sucesión hereditaria. En honor del nacimiento del heredero del trono ruso se ponen los cimientos de la iglesia de la Ascensión. Y se crea una verdadera joya arquitectónica del siglo XVI, cuya forma piramidal transmite a la iglesia una elegancia exquisita. La iglesia de la Ascensión sirvió de modelo para todas las construcciones con techumbre piramidal en Rusia (en ese caso el templo está rematado por un tejado alto en forma de tienda poligonal).
Durante muchos años, Kolómenskoe fue una residencia suburbana de los zares, donde pasaban el verano. Aquí en muchas ocasiones permanecía Pedro I, descansaba Catalina II y sus nietos.
El primer palacio de madera donde residió el zar Alejo I (Alekséi Mijáilovich) quedó desmontado. Algún tiempo después en este solar fue edificado el segundo palacio para Catalina II que posteriormente fue derrumbado. No obstante, el paso del tiempo y los cambios sociales llegaron a destruir todo.
En la época de los Románov (dinastía Románov) se fueron construyendo varias dependencias: la Torre del Agua (1640), el almacén de víveres, las Cámaras de coronel, la cocina y otras instalaciones. Todos los monumentos conservados (la lista incluye más de 20) son testigos venerables de los tiempos pasados.

## Museo
En 1923 se inauguró el Museo de arquitectura en madera al aire libre. En el recinto se encuentran las muestras de las construcciones de madera de Rusia Antigua. Es de destacar así llamada la Casa de Pedro I, llegada de la norteña ciudad rusa Arjánguelsk, y la torre con puerta del monasterio de San Nicolás de Korela (1691-1692).
En el poblado de Diákovo (cultura arqueológica del siglo VII a. C.), separado de Kolómenskoe por un barranco profundo, en el siglo XVI fue erigida la iglesia-campanario con advocación de San Juan Precursor, compuesta de cinco torres octaédricas unidas por una sola base.
Hoy, Kolómenskoe es un lugar muy querido por los moscovitas para pasear y celebrar las fiestas consagradas a efemérides históricas.

## Galería de imágenes

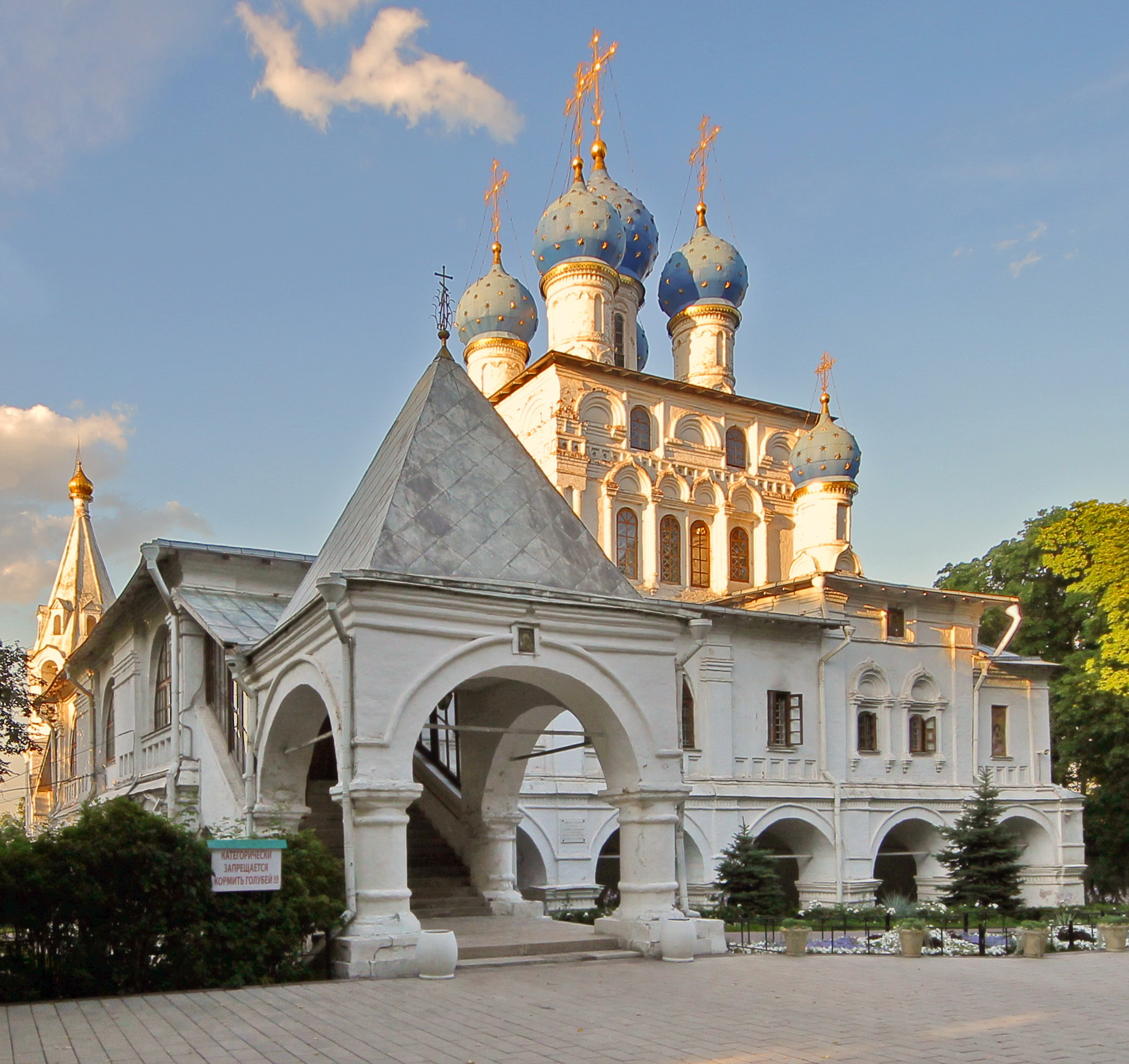
Iglesia de la Virgen de Kazán
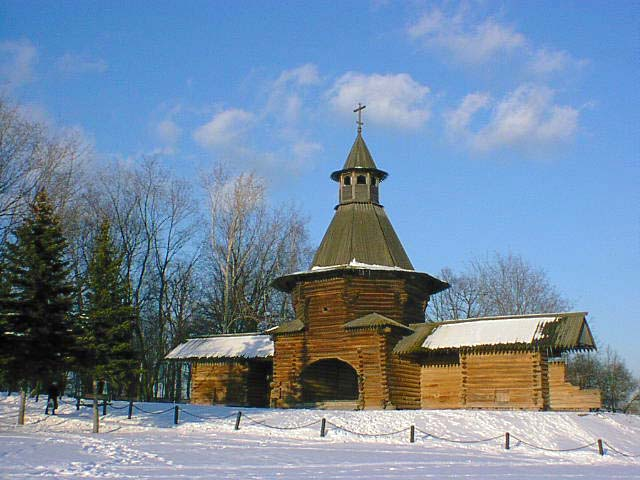
Torre de San Nicolás
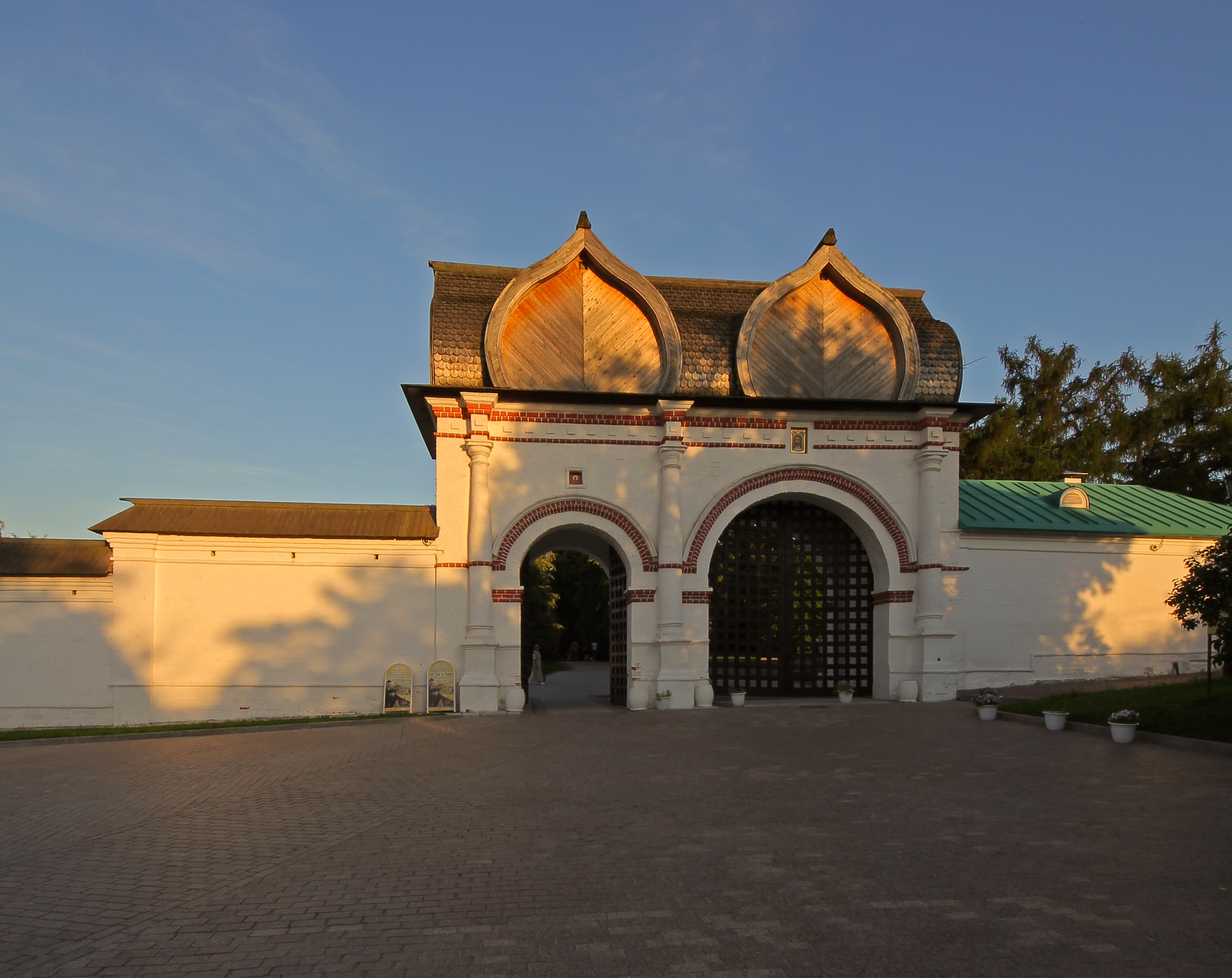
Entrada principal de Kolómenskoe
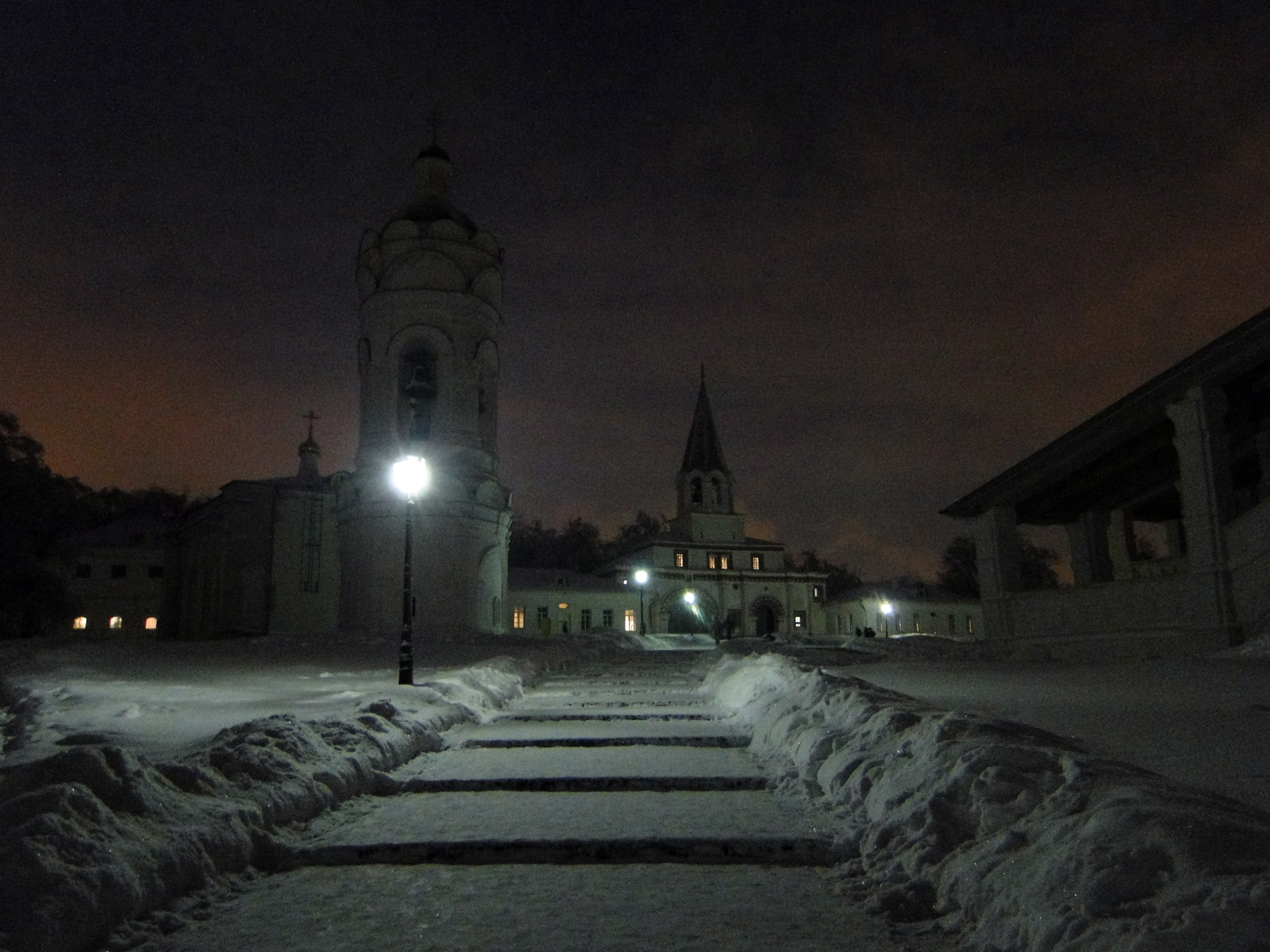
Vista nocturna del complejo